# Ľubica Laššáková
Ľubica Laššáková, née le 18 août 1960 à Piešťany, est une femme politique slovaque, ministre de la Culture entre 2018 et 2020.

## Biographie
Elle est nommée au gouvernement Pellegrini le 22 mars 2018, en tant que ministre de la Culture.